# Левкон II
Левкон II (умер в 220 до н. э.) (др.-греч. ΒΑΣΙΛΕΩΣ ΛΕΥΚΩΝΟΣ) — базилевс (правитель) Боспорского царства в ок. 250/230—225/220 годах до н. э. из династии Спартокидов. Сын Перисада II, брат Спартока IV.

## Биография

### Начало правления
Точное время правления Левкона II определить не удается из-за скудности источников, известно точно, что он правил в III в. до н. э. О самом же Левконе II известно еще меньше. Имя этого царя только один раз упоминается в надписи в качестве имени члена царской семьи, а не правителя. Из данной надписи делается вывод о том, что до вступления на престол Левкон был жрецом в святилище Аполлона Иетроса. Из свидетельств античных авторов к Левкону относят краткую заметку Овидия (Ibis, 309) и комментарии его схолиастов. Левкон вступил на престол приблизительно в 250-230 г. до н. э., причем некоторые исследователи склоняются к мнению, что он узурпировал власть, убив своего брата Спартока IV, и женился на его жене Алкафое. По одной из версий, она была родной сестрой царей.

### Денежная реформа
В первой половине III века до н. э. в Боспорском государстве разразился денежный кризис, в результате которого столица царства Пантикапей перестал чеканить золотую и серебряную монеты. Было выпущено большое количество деградировавшей меди, снабженной надчеканками и перечеканками (состояние боспорской чеканки эпохи кризиса на переломном его этапе видно, в частности, на материале Мирмекийского клада 2002 года, захороненного около середины III в. до н.э.). Причиной таких выпусков стали крупные выплаты золота, опустошившие казну.
Благодаря улучшившейся обстановке на внешних рынках, положительно влиявших на экспорт Боспора, Левкон II в третьей четверти III в. до н. э. провёл денежную реформу, в результате которой возобновилась чеканка серебряной монеты, произошел широкий выпуск полновесной медной монеты от имени царя с титулом, что способствовало укреплению авторитета династии и восстановлению денежного хозяйства. После Левкона царская чеканка (но уже золотая) стала традиционной. Левкон первым из правителей Боспора периода эллинизма попытался приспособить монетную систему Боспора к денежному рынку Малой Азии, Пропонтиды и Фракии, выпускавших монеты такого же типа. Пантикапей в этот период чеканит монету по принципу изображения перисадовского времени (голова сатира, лук и стрела), вместо спартоковской (дельфин, орел, треножник). Появляется также новый тип монет с использованием профиля бога Посейдона на аверсе.

### Внешняя и внутренняя политика
Судя по эмблемам монет периода правления базилевса (военные атрибуты: щит, меч, копье), при Левконе II участились столкновения с соседними скифскими племенами. С. А. Жебелев в своей статье «Основные линии экономического развития Боспорского государства» пишет о том, что та обстановка, которая сложилась, судя по рассказам Полиена, на Боспоре во время войны с Гераклеей Понтийской, совершенно не характерна для времени Левкона I, что Гераклея, как установила исследователь В. П. Дзагурова, не могла в начале IV в. отправить против Боспора большой флот, о котором идет речь у Полиена и Псевдо-Аристотеля. Это заставляет думать о том, что в правление Левкона II шли боевые действия с Гераклеей Понтийской.
При Левконе II государственная монополия на производство черепицы принесла огромную прибыль. За полученное золото Левкон II передал городу прежде царскую монополию на производство черепицы.
Есть мнение о том, что сменивший Левкона II Гигиенонт узурпировал власть, при этом убив Левкона. Как бы то ни было, приблизительно в 220 г. до н. э. престол Боспорского государства перешел к Гигиенонту (Игиенонту) I, принявшему титул архонта.